# Mondo (Txad)
Mondo és una sotsprefectura i capital del departament de Wadi-Bissam, que forma part de la regió de Kanem, a Txad. L'aeroport més proper a la població és l'aeroport de Ngouri, que està a uns 26 km a l'oest.
Actualment, el grup ètnic Tunjur només roman en pocs llocs en petits grups com ara Mondo. De fet, Mondo és l'únic lloc on hi ha presència d'aquesta ètnia en tota la regió de Kanem.